# Underhållsmässighet

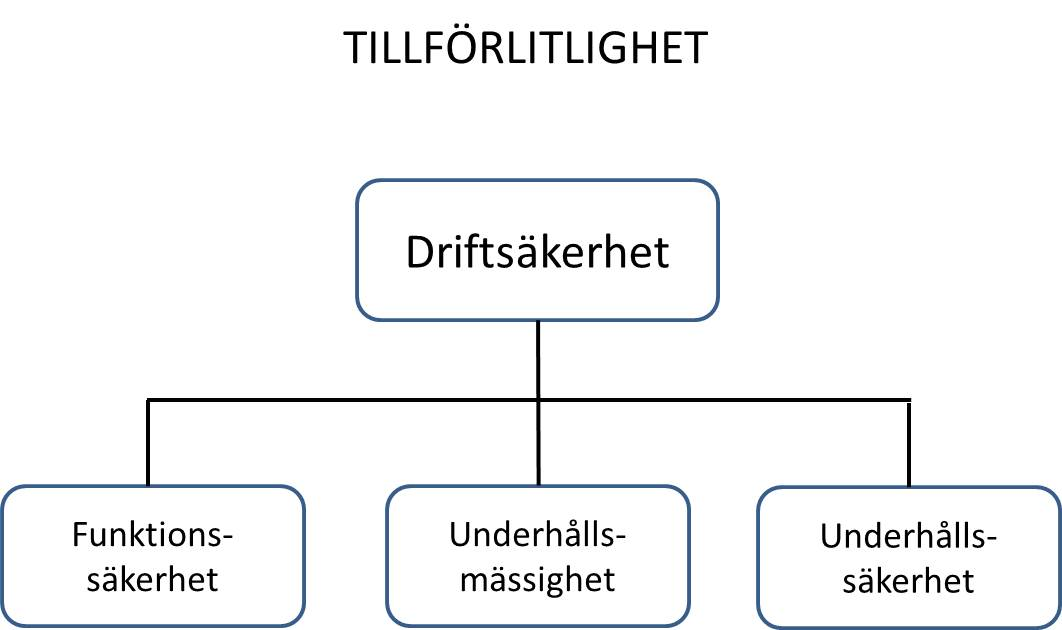

Underhållsmässighet (maintainability) är förmågan hos en enhet att utföra krävd funktion under givna förhållanden under ett angivet tidsintervall.  
 Underhållsmässigheten kan också användas som ett mått.
Underhållsmässighet är en del av driftsäkerhet.
Populär förklaring av underhållsmässighet: ”hur lätt är det att göra underhåll?”.
Måttet på underhållsmässighet är tid att genomföra aktivitet (till exempel timmar) givet resursbehov (mantimmar) med specificerade verktyg, reservdelar och dokumentation.
Exempel på bra underhållsmässighet: byte av glödlampa i en strålkastare på en Volvo av årsmodell 2009. Det tillgår så att man drar upp två låspinnar från strålkastarinsatsen och sedan vickar ut den framåt. Man kan byta glödlampa med insatsen liggande på stötfångaren, men allra enklast är att knäppa loss elkontakten, ta strålkastarinsatsen med sig till exempel in i köket och sedan sätta sig i lugn och ro och byta ut den trasiga glödlampan mot en ny.
Exempel på dålig underhållsmässighet: Det är mycket krångligt att byta glödlampa i strålkastarna på många bilar av idag. Det måste göras av en verkstad och kan ta flera timmar och till och med kräva att man får skruva bort framskärmen. Orsaken är att utrymmet under huven är starkt begränsat i en modern bil. Se även Underhållsteknik.

## Underhållsmässighetsanalys
Underhållsmässighetsanalys (maintainability analysis) består i nedbrytning av underhållsaktivitet i delaktiviteter med angivande av resurser (hur många montörer, vilken specialitet, hur lång tid) och behov av verktyg och reservdelar. Optimering av underhållsaktiviteter görs genom att väga resurser mot varandra och optimera på tid, kostnad eller annat med hänsyn till begränsningar. 

## Mått på underhållsmässighet
Underhållsmässighet mäts ofta i medelreparationstiden MTTR, uttryckt som summan av alla reparationstider under ett angivet tidsintervall dividerat med antalet reparationer under detta intervall.